# Канадский Сибирский экспедиционный корпус
Канадский Сибирский экспедиционный корпус (англ. Canadian Siberian Expeditionary Force, фр. Corps expéditionnaire sibérien, C.S.E.F.) — канадская группировка вооружённых сил, участвовавшая в интервенции союзников в Сибири и на Дальнем Востоке России в 1919—1920 годах.

## Предыстория
Премьер-министр Канады Роберт Борден стремился создать отдельную канадскую армию, а не просто посылать канадцев в британскую армию, а в более широкой перспективе — поднять статус доминиона Канада внутри Британской империи, поэтому, когда возникла необходимость отправить войска в Россию — Канада решила отправить отдельный контингент. Внутри Канады эта акция была подана как возможность, предоставляющая Канаде хорошие перспективы в экономике и торговле: считалось, что правление большевиков в России не будет долгим, а канадское присутствие на российском Дальнем Востоке заложит основу для дальнейших действий канадских компаний в этом регионе.

## Состав корпуса
12 августа 1918 года Тайный совет Короля для Канады одобрил состав корпуса. Штабом корпуса стал штаб 16-й пехотной бригады, которому были подчинены:
- 259-й батальон канадских стрелков (командир — подполковник А. Свифт)
- 260-й батальон канадских стрелков (полковник Ф. Джемесон)
- 85-я батарея полевой артиллерии
- 20-я пулемётная рота
- 16-я полевая инженерная рота
- 6-я рота связи
- эскадрон «Б» Северо-Западной конной полиции
- 1-я рота дивизионного обоза
- 16-й полевой лазарет
- 11-й стационарный госпиталь
- 9-й отряд артиллерийско-технического снабжения[1]

Численность личного состава составила 4197 человек, в том числе 304 офицера.
Изначально планировалось, что корпус будет состоять исключительно из добровольцев, но вскоре от этой идеи пришлось отказаться. Так, в 259-м батальоне из 1083 человек добровольцев было 378, остальные служили по призыву.
Помимо канадцев в корпус были приняты 135 солдат и офицеров бывшего Экспедиционного корпуса Русской армии во Франции. Эти русские были равномерно распределены по подразделениям обоих стрелковых батальонов и использовались в качестве переводчиков.

## Пребывание в России
Британский Тайный совет санкционировал отправку канадских войск в Россию в августе 1918 года, однако этот процесс замедлился сначала из-за неудач с набором добровольцев, а затем — из-за волнений в Канаде, вызванных непопулярностью этой идеи. Кроме того, уже перед отправкой в корпусе случилась эпидемия гриппа, которым переболели 2759 военнослужащих, из которых 101 умер. В результате первые части канадского контингента (его 260-го батальона), командующим которым был назначен генерал-майор Джеймс Элмсли, прибыли во Владивосток лишь в конце октября 1918 года. Элмсли выбрал для своей резиденции здание Пушкинского театра, что вызвало протесты со стороны владивостокской общественности. Основной канадский контингент прибыл во Владивосток в середине января 1919 года. Около 100 канадцев было отправлено в Омск для службы вместе с англичанами при правительстве Колчака, остальные несли полицейскую и гарнизонную службу во Владивостоке. Общая численность Канадского Сибирского экспедиционного корпуса составляла 4 192 человека.

## Боевые действия
За время пребывания во Владивостоке канадцам так и не пришлось принять участия в боевых действиях. За всё время был лишь один случай, который мог обернуться боем. В начале апреля 1919 года партизанский отряд под командованием Г. М. Шевченко захватил село Шкотово, перекрыв поставки угля в город и на Транссибирскую магистраль. На борьбу с партизанами были направлены 1000 солдат, в том числе 200 канадцев. Однако, прибыв на место, партизан они уже не застали и возвратились во Владивосток.
Известно об участии канадцев в двух стычках с красными партизанами при нападении последних на воинские эшелоны, которые они сопровождали, ни один из канадцев не пострадал.

## Вывод войск
Уже при вводе канадских войск было установлено, что срок их пребывания на российском Дальнем Востоке закончится весной 1919 года. Поэтому 21 апреля 1919 года 1076 человек канадских военнослужащих были погружены на судно «Монтигл» и отправлены домой. 5 июня Приморье покинул последний корабль с канадцами.
С момента начала вывода войск канадское правительство стало подвергаться давлению британских политиков. 1 мая военный министр Великобритании Уинстон Черчилль написал канадскому премьеру Бордену о том, что необходимо оставить канадский контингент на месте с целью возможной будущей помощи белым.
По просьбе англичан Борден распорядился оставить в России только 66 человек, вызвавшихся на это добровольно, с июня по август 1919 года: 53 перешли на службу в британскую армию и 13 — в миссию Канадского Красного Креста во Владивостоке. В итоге из этих 66-ти — 23 человека были переданы британской военной миссии, 33 вернулись в Ванкувер 29 августа, 6 дезертировали.

## Потери
За время пребывания канадского корпуса в Сибири безвозвратные потери составили 19 человек (16 умерли от болезней, 2 погибли при несчастных случаях, 1 покончил жизнь самоубийством).
14 канадцев Экспедиционного корпуса были похоронены на Морском кладбище на мысе Чуркина во Владивостоке рядом с 14 британскими солдатами; там же находится мемориал, посвящённый 10 британским и 3 канадским солдатам, погибшим в Сибири.